# David Ackles
David Thomas Ackles, född 27 februari 1937 i Rock Island, Illinois, död 2 mars 1999 i Tujunga, Kalifornien var en amerikansk kompositör, textförfattare och sångare.
Ackles fick aldrig något stort kommersiellt genombrott men har influerat andra mer kända artister, till exempel Elvis Costello, Phil Collins och Elton John. Elton John och Elvis Costello avslutade sin TV-sända konsert Spectacle: Elvis Costello with... 2008 med en duett av Ackles Down River. Julie Driscoll & the Brian Auger Trinity hade 1968 en mindre hit med en cover av Ackles The Road to Cairo. Ackles skiva American Gothic producerades av Bernie Taupin.
Han var en singer/songwriter vars låtar ofta var melankoliska berättelser med socialt missanpassade protagonister, såsom The Candy Man om en krigsveteran som gömmer pornografi i barns godispåsar, den ironiskt käcka Blues for Billy Whitecloud om en indian som hämnas på ett rasistiskt samhälle genom att spränga en skola, Down River om en man som släppts ut ur fängelset och upptäcker att hans flickvän träffat en annan man.
Som barn var Ackles med i en rad filmer. 1981 skrev han manus till TV-filmen Word of Honor.

## Diskografi
Studioalbum
- David Ackles (1968)
- Subway to the Country (1970)
- American Gothic (1972)
- Five & Dime (1973)

Singlar
- "Down River" / "La Route A Chicago" (1968)
- "The Road To Cairo" / "Be My Friend" (1968)
- "Subway To The Country" / "That's No Reason To Cry" (1969)
- "Laissez Faire" / "Blue Ribbons" (1969)